# Oleksovice
Oleksovice là một chợ huyện thuộc huyện Znojmo, vùng Jihomoravský, Cộng hòa Séc.